# Rodney Stuckey
Rodney Norvell Stuckey (* 21. April 1986 in Kent, Washington) ist ein ehemaliger US-amerikanischer Basketballspieler, der von 2007 bis 2017 in der NBA aktiv war. Die meiste Zeit seiner Karriere spielte er für die Detroit Pistons, von denen er 2007 gedraftet wurde. Stuckey kam als Combo-Guard sowohl auf der Point-Guard- als auch der Shooting-Guard-Position zum Einsatz.

## Karriere

### College
Rodney Stuckey spielte für die Eastern Washington University. Als Sophomore brachte er 24,6 Punkte, 5,5 Assists, 4,7 Rebounds und 2,4 Steals pro Spiel im Schnitt zustande. Gegen Portland State erzielte er seine Saisonbestleistung mit 36 Punkten. In dieser Saison hatte er insgesamt neun 30-Punktespiele und drei 10-Assistspiele. Die meisten Steals in seiner Karriere verbuchte er gegen Idaho mit 7 Steals. Er war zu diesem Zeitpunkt viertbester Scorer seines Landes.
In nur zwei Saisons erzielte er 1.438 Punkte, traf 98 Drei-Punkte-Würfe, sammelte 283 Assists und verzeichnete 145 Steals.
Seit dem 11. Januar 2009 hängt Stuckey's rotes Eastern Washington University Jersey mit der Nummer 3 unter der Hallendecke und wird seitdem nicht mehr vergeben.

### NBA
Am 28. Juni 2007 wurde Rodney Stuckey mit dem 15. Pick im Rahmen des NBA-Drafts 2007 von den Detroit Pistons gewählt. In der Summer League konnte er dank 32,1 Punkten, 9,1 Assists und 5,5 Rebounds pro Spiel schnell überzeugen, doch er brach sich vor Beginn der regulären Saison die linke Hand. Wegen dieser Verletzung musste er acht Wochen lang aussetzen und gab sein NBA-Debüt erst am 21. Dezember 2007. Besonders glänzen konnte er in den NBA Playoffs 2008, wo er in der 2. Runde den verletzungsbedingten Ausfall von Chauncey Billups perfekt kompensierte. Er hatte aber auch sehr gute Spiele gegen die Boston Celtics, beispielsweise in Spiel 2, in welchem er 13 Punkte in 17 Minuten erzielen konnte oder in der anschließenden Partie, in der er 17 Punkte, 4 Assists, 4 Steals und einen Block zustande brachte.
Am 23. Dezember 2008 erzielte Stuckey seine Karrierebestmarke in Punkten, als er beim Sieg seiner Pistons gegen die Chicago Bulls 40 Punkte auflegte. Außerdem verbuchte er Karrierebestwerte in versuchten und getroffenen Würfen. Etwa zehn Tage später erzielte Stuckey 38 Punkte gegen die Sacramento Kings und wurde kurz darauf zum Spieler der Woche in der Eastern Conference ernannt. In dieser Woche hatte er einen Schnitt von 27 Punkten, 6 Assists, 2,3 Rebounds und 1.3 Steals pro Spiel.
Stuckey spielte bei der Rookie Challenge 2009 für die Sophomores, also die besten Spieler des vorletzten Draftjahrgangs, im Rahmen des NBA All-Star-Weekends.
Am 5. März 2010, während eines Spiels gegen die Cleveland Cavaliers, kollabierte Rodney Stuckey während eines Time-outs in den Armen eines Trainers der Detroit Pistons und musste in ein Krankenhaus eingeliefert werden. Nach einigen Spielen Ruhepause konnte er seine Karriere fortführen. Seine Karrierebestleistung von 12 Assists konnte Rodney Stuckey am 11. Dezember 2010 gegen die Toronto Raptors erzielen. Er schloss die Saison 2010–11 mit 16,6 Punkten pro Spiel ab, was der beste Punkteschnitt seiner Karriere war.
Im Verlauf der nächsten Jahre stagnierten Stuckeys Leistungen. Er blieb dennoch ein wichtiger Teil der Pistons-Rotation und brachte es in sieben Jahren für die Pistons auf 13,4 Punkte und 3,9 Assists pro Spiel.
Im Sommer 2014 unterschrieb Stuckey einen Vertrag bei den Indiana Pacers. Sein Vertrag bei den Pacers wurde im März 2017 verletzungsbedingt aufgelöst.

## Erfolge/Auszeichnungen
- 2008 NBA All-Rookie Second Team[5]
- 2007 1st Team All-Big Sky Conference
- 2007 AP Honorable Mention All-American
- 2006 Big Sky Conference Player of the Year
- 2006 Big Sky Conference Freshman of the Year
- 2006 1st Team All-Big Sky Conference